# Asplenium aethiopicum
Asplenium aethiopicum is een varen uit de streepvarenfamilie (Aspleniaceae). Het is een soort van subtropische en tropische streken van Afrika, India en Macaronesië.

## Naamgeving enetymologie
- Synoniem: Asplenium adiantoides Lam., Asplenium furcatum Thunb., Asplenium gueinzianum Mett. ex Kuhn, Asplenium praemorsum sensu Sim, Asplenium schelpei Braithwaite, Trichomanes aethiopicum Burm.f.

De botanische naam Asplenium is afgeleid van Oudgrieks ἄσπληνον, asplēnon (= miltkruid). De soortaanduiding aethiopicum verwijst naar of Ethiopië, de historische naam voor een groot deel van Afrika.

## Kenmerken
Asplenium aethiopicum is een middelgrote groenblijvende varen met in bundels staande, tot 1 m lange bladen. De wortelstok is kruipend of opstijgend, bezet met lijnvormige, lichbruine tot bijna zwarte schubben. De bladsteel is tot 40 cm lang, donkerbruin, aanvankelijk bedekt met haarvormige schubben. De bladschijf is tot 60 cm lang, zeer variabel, ovaal tot smal lancetvormig, twee- tot driemaal geveerd, de onderste twee deelblaadjes sterk gereduceerd in grootte, de hogere ovaal tot smal lancetvormig met een scherpe top, soms uitgerokken tot een dun bladslipje. De bladranden zijn onregelmatig getand. De bladslipjes zijn praktisch onbehaard aan de bovenzijde, aan de onderzijde schaars bezet met schubjes. 
De streepvormige sporenhoopjes liggen op de onderzijde van het blad langs de hoofdnerven van het blad en zijn bedekt met een dekvliesje.

## Habitat
Asplenium aethiopicum is een terrestrische, epifytische of lithofytische varen die vooral groeit in schaduwrijke, vochtige, subtropische bossen, zoals in de altijdgroenblijvende Laurisilva of laurierbossen, nevelwouden, rivier- en kustwouden, tot op een hoogte van 2140 m. 

## Verspreiding en voorkomen
Asplenium aethiopicum komt voor in subtropische en tropische streken van Afrika, Madagaskar, Mauritius en India. De ondersoort A. aethiopicum subsp. braithwaitii is endemisch voor Macaronesië, de eilandengroep die de Canarische Eilanden, Madeira, de Azoren en de Kaapverdische Eilanden omvat. 
... · 
A. adiantum-nigrum (Zwartsteel) · 
A. adulterinum · 
A. aethiopicum · 
A. ×alternifolium · 
A. anceps · 
A. aureum · 
A. azoricum · 
A. billotii (Lancetvormige streepvaren) · 
A. bulbiferum · 
A. ceterach (Schubvaren) · 
A. cuneifolium · 
A. filare · 
A. fissum · 
A. fontanum (Genaalde streepvaren) · 
A. foreziense (Forez-streepvaren) · 
A. hemionitis · 
A. jahandiezii · 
A. lepidum · 
A. lolegnamense · 
A. majoricum · 
A. marinum (Zeestreepvaren) · 
A. nidus (Nestvaren) · 
A. obovatum · 
A. octoploideum · 
A. onopteris · 
A. petrarchae · 
A. ruta-muraria (Muurvaren) · 
A. scolopendrium (Tongvaren) · 
A. seelosii · 
A. septentrionale (Noordse streepvaren) · 
A. trichomanes (Steenbreekvaren) · 
A. trichomanes subsp. coriaceifolium · 
A. trichomanes subsp. pachyrachis · 
A. trichomanes subsp. quadrivalens · 
A. trichomanes subsp. trichomanes · 
A. viride (Groensteel) · 
A. viviparum · 
...